# Petalostigma banksii
Petalostigma banksii là một loài thực vật có hoa trong họ Picrodendraceae. Loài này được Britten & S.Moore miêu tả khoa học đầu tiên năm 1903.